# 마나베 아키토키
마나베 아키토키(間部詮言)는 에도 시대 중기의 다이묘이다. 에치고 무라카미번(越後村上藩) 제2대 번주, 에치젠 사바에 번(越前鯖江藩) 초대 번주를 지냈다. 마나베 가 제2대 당주.
말년에 사촌이자 사위인 마나베 아키미치에게 후사를 맡겼다.
| 전임 마나베 아키후사 | 제2대 무라카미번 번주 (마나베 가문) 1720년 | 후임 나이토 가즈노부 |

|  | 제1대 사바에 번 번주 (마나베 가문) 1720년 ~ 1724년 | 후임 마나베 아키미치 |